# Nyžňohirskyj
Nyžňohirskyj (ukrajinsky Нижньогірський, rusky Нижнегорский – Nižněgorskij, krymskou tatarštinou Sejitler) je sídlo městského typu v autonomní republice Krym na Ukrajině.

## Poloha a doprava
Nyžňohirskyj leží na severovýchodě Krymu, od Simferopolu, hlavního města autonomní republiky, je vzdálen přibližně 90 kilometrů severovýchodně. Od Armjansku, který leží na Perekopské šíji spojující Krym se zbytkem světadílu, je vzdálen přibližně 128 kilometrů jihovýchodně.
Přes město prochází železniční trať Džankoj – Kerč a dálnice M17, která přichází z Chersonu přes Olešky a Džankoj a pokračuje  kolem Feodosije do Kerče.

## Dějiny
Krymskotatarská vesnice Sejitler zde byla nejpozději v 17. století. V roce 1938 získala status sídla městského typu. Za druhé světové války ji 30. října 1941 obsadily jednotky německé armády a Rudá armáda ji dobyla zpět 12. dubna 1944. V témže roce bylo krymskotatarské obyvatelstvo deportováno a obec přejmenována.

### Rodáci
- Serhij Oleksandrovyč Dzyndzyruk (* 1976), ukrajinský boxer